# 2025 par pays en Océanie

Cette page concerne l'année 2025 du calendrier grégorien dans les pays et territoires situés en Océanie. Elle présente des informations classées par pays, mais est généralement incomplète. Pour des informations thématiques et plus complètes sur les événements de l'année 2025 dans la région, voir la page : 2025 en Océanie.

## Îles Cook
- 22 février : les Îles Cook signent un protocole d'accord de cinq ans pour collaborer avec la Chine dans le domaine de l'exploitation minière des fonds marins, l'accord comprend le transfert de technologie, le soutien logistique et la recherche sur les écosystèmes des grands fonds marins[1].

## États fédérés de Micronésie
- 4 mars : élections législatives.

## Fidji
- x

## Guam
- x

## Kiribati
- x

## Îles Mariannes du Nord
- x

## Îles Marshall
- 25 avril : référendum constitutionnel.

## Nauru
- élections législatives.

## Niue
- x

## Nouvelle-Calédonie
- 12 juillet : l'accord de Bougival est signé.
- 13 août : le FLNKS rejette officiellement le projet d'accord de Bougival[2].

## Nouvelle-Zélande
- x.

## Palaos
- x

## Papouasie-Nouvelle-Guinée
- 2 au 9 septembre : élections législatives et présidentielle à Bougainville.

## Île de Pâques
- x

## Polynésie française
- x

## Îles Salomon
- x

## Samoa
- 29 août : élections législatives.

## Samoa américaines
- x

## Tokelau
- x

## Tonga
- novembre : élections législatives.

## Tuvalu
- x

## Vanuatu
- 16 janvier : élections législatives.

## Wallis et Futuna
- x